# ARY Digital Network
ARY Digital Network är ett pakistanskt TV-bolag tillgängligt i de flesta delar av världen. TV-bolaget består av följande kanaler:
- ARY Digital: Allmän kanal, med prioritet på underhållning såsom TV-serier, pratshower, musik etc. Kanalen sänder även nyheter och religiösa program vid särskilda tider under dygnet.
- ARY News: Nyhetskanal med särskilt fokus på pakistanska nyheter.
- ARY QTV: Muslimsk religiös kanal med fokus på den sunnitiska grenen.
- ARY Musik: Musik-kanal med fokus på pakistansk musik.
- ARY Zauq: Matlagningskanal